# L'Obstacle
Pour plus de détails, voir Fiche technique et Distribution.
L'Obstacle (Hitchin' Posts) est un film muet américain réalisé par John Ford, sorti en 1920.

## Fiche technique
- Titre original : Hitchin' Posts
- Titre français : L'Obstacle
- Réalisation : John Ford (crédité Jack Ford)
- Scénario : George C. Hull
- Photographie : Benjamin H. Kline
- Société de production et de distribution : The Universal Film Manufacturing Company
- Pays de production :  États-Unis
- Langue : anglais
- Format : Noir et blanc - 35 mm - 1,33:1 - Film muet
- Genre : Western
- Durée : 50 minutes[1]
- Date de sortie :
  - États-Unis : 29 août 1920

## Distribution
- Frank Mayo : Jefferson Todd
- Beatrice Burnham : Barbara Brereton
- Joe Harris : Louis Castiga
- J. Farrell MacDonald : Jom Alabam
- Mark Fenton : Colonel Brereton
- Dagmar Godowsky : Octoroon
- C.E. Anderson : le commandant du navire
- Duke R. Lee : le colonel Lancy
- Matthew Biddulph : le major Gray
- Jack Walters

## Autour du film
Ce film est considéré comme perdu selon Silent Era.